# Mein Mann Godfrey
Mein Mann Godfrey (OT: My Man Godfrey) ist eine US-amerikanische Screwball-Komödie mit William Powell und Carole Lombard unter der Regie von Gregory La Cava aus dem Jahr 1936.

## Handlung
Die New Yorker Erbinnen Cornelia und Irene Bullock nehmen an einer extravaganten Party im Waldorf-Ritz Hotel teil. Auf dieser Party wird zu wohltätigen Zwecken eine Schnitzeljagd veranstaltet, bei der unter anderem nach einem „forgotten man“ gesucht werden muss. Als solcher wird ein von der Depression um seine Existenz gebrachten Bürger der Mittelklasse bezeichnet. Die in verschiedenen Teams spielenden Schwestern versuchen beide, den „forgotten man“ auf einer städtischen Müllhalde unter den dort lebenden Obdachlosen zu finden, wobei Cornelia zunächst schneller und damit erfolgreicher scheint. Die beiden treffen auf Godfrey Parke. Der überraschend wohlerzogene Godfrey ist jedoch entsetzt über Cornelias vulgäre Art, ihn mit einem Geldschein zu überreden. Im Gegensatz dazu findet er ihre Schwester Irene sympathisch. Die beiden kommen überein, dass Irene Godfrey als ihren „Fund“ mitbringen kann. So kann Irene die Schnitzeljagd gewinnen, doch Godfrey ist abgestoßen von dem sinnentleerten Lebenswandel der Reichen. Gerade als Godfrey zurück auf die Müllkippe kehren will, bietet ihm Irene einen Job als Butler der Familie Bullock an. 
Wie Godfrey rasch herausfindet, sind die Bullocks eine dysfunktionale Familie. Cornelia ist unfähig, irgendjemanden außer sich selbst zu lieben. Die alberne Matriarchin Mrs. Bullock, Angelica für ihre Freunde, hat einen Protegé namens Carlo. Dieser imitiert bei jeder Gelegenheit einen Gorilla und vertilgt alles, was essbar scheint. Die Familie verschwendet ihr Geld mit Extravaganzen und Unsinn schneller als es das einzig normale Familienmitglied Alexander Bullock verdienen kann. Eines Tages erkennt Tommy Gray, ein Gast während einer Gesellschaft, in dem Butler Godfrey seinen alten Freund aus Collegetagen wieder. Um Godfrey die Bloßstellung zu ersparen, erzählt Tommy, Godfrey sei sein ehemaliger Butler mit fünf Kindern. Irene ist tief enttäuscht und erklärt augenblicklich ihre Verlobung mit Charly Van Rumple, einem wohlhabenden, aber langweiligen Erben eines großen Vermögens.  
In der Zwischenzeit stellt sich heraus, dass Godfrey in Wirklichkeit aus einer wohlhabenden Familie aus Boston stammt und durch eine gescheiterte Beziehung und eine dadurch verursachte Lebenskrise auf der Müllkippe landete. Die Bullocks reagieren auf ihre Weise auf die angebliche Enthüllung von Tommy mit den fünf Kindern: Cornelia versucht Godfrey zu erpressen, indem sie behauptet, er habe ihre Perlen gestohlen. Mutter Angelica bekommt es mit den Nerven und Irene entscheidet sich am Ende, ihre Verlobung mit Charly wieder zu lösen. Anschließend gehen die beiden Schwestern auf eine längere Europareise. Nach ihrer Rückkehr ist Irene jedoch immer noch in Godfrey verliebt. 
Mittlerweile hat es Godfrey geschafft, den Obdachlosen Jobs und eine Zukunft zu verschaffen. Alexander muss jedoch gestehen, das gesamte Vermögen verloren zu haben. Gerade als die Familie zu verzweifeln beginnt, erklärt Godfrey, dass er durch geschickte Transaktionen den Bankrott der Bullocks verhindert hat. Er redet jedem Mitglied der Familie ins Gewissen und kehrt zurück auf seine ehemalige Müllkippe, die er in einen gutgehenden Nachtclub verwandelt hat. Irene folgt ihm, und dank der Unterstützung von Tommy schaffen es die beiden, am Ende doch noch zu heiraten.

## Hintergrund
My Man Godfrey ist ein typisches Beispiel für die „screwball comedies“, die in den 1930er und frühen 1940er Jahren sehr populär waren. Darüber hinaus kommentiert der Film die sozialen Verhältnisse während der Great Depression, die die wirtschaftliche Lage vieler Millionen verschlechterte. Ähnlich wie Mr. Deeds geht in die Stadt oder Liebe im Handumdrehen kontrastiert der Film den ungleich verteilten Reichtum im Land und die teilweise obszöne Verschwendung von Vermögen durch einige Wenige. Der Film wurde von Gregory La Cava inszeniert, der für die Arbeit am Drehbuch den damals bekannten Autor und Pulitzerpreisträger Morrie Ryskind gewinnen konnte. Außerdem war der frühere Zeitungsreporter Eric Hatch (1901–1973) am Drehbuch beteiligt, der mit dem 1935 veröffentlichten Kurzroman 1101 Park Avenue die Vorlage zum Film geliefert hatte. Die Rolle der Irene Bullock sollte zunächst von Constance Bennett übernommen werden, auch Miriam Hopkins war im Gespräch. Es war Hauptdarsteller William Powell, der an seine Ex-Frau Carole Lombard dachte, mit der er zwischen 1931 und 1933 verheiratet gewesen war. Obwohl die Ehe zerbrochen war, blieben Powell und Lombard bis zu ihrem Tod bei einem Flugzeugabsturz im Jahre 1942 enge Freunde. 
Der Film wurde zwischen dem 15. April und dem 27. Mai 1936 gedreht, anschließend wurden noch einige Retakes im Juni 1936 vorgenommen. Das Budget lag bei insgesamt 656.000 US-Dollar. Die Drehbuchautoren Ryskind, Hatch und La Cava improvisierten oft und schrieben die Dialoge für die Darsteller mitunter in der Nacht vor dem Dreh. Die Schauspieler waren dadurch gezwungen, mehr oder weniger spontan zu reagieren. La Cava hatte zu Beginn der Dreharbeiten einen Zusammenstoß mit William Powell wegen der Interpretation des Charakters von Godfrey. Die beiden Männer beschlossen, ihren Zwist über einer Flasche Bourbon zu klären. Am nächsten Tag fehlte Powell, und niemand wusste, wo er steckte. Dann empfing La Cava ein Telegramm des Schauspielers:
WE MAY HAVE FOUND GODFREY LAST NIGHT, BUT WE LOST POWELL. SEE YOU TOMORROW. (WIR MÖGEN LETZTE NACHT GODFREY GEFUNDEN HABEN, DOCH POWELL GING VERLOREN. BIS MORGEN.)
Für Powell war 1936 das beste Jahr seiner Karriere dank weiterer Erfolge, unter anderem als Florenz Ziegfeld Jr. in Der große Ziegfeld, neben Jean Arthur in The Ex Mr. Bradford und mit Myrna Loy und Jean Harlow in Lustige Sünder. My Man Godfrey, der im September 1936 in den nationalen Verleih kam, entwickelte sich zu einem großen finanziellen Erfolg für das Studio Universal Pictures, das kurz vorher in die Insolvenz gerutscht war. Dank der Hilfe von weiteren Hits wie Show Boat unter der Regie von James Whale und vor allem Three Smart Girls, der aus Deanna Durbin den größten Star des Studios machte, wurde die Gesellschaft jedoch vor dem Verkauf gerettet.
In Österreich kam der Film 1936 unter dem Titel Sie und der Kammerdiener in den Verleih.
1957 drehte das Studio ein Remake von My Man Godfrey mit June Allyson und David Niven in den Hauptrollen. Im deutschen Sprachraum kam dieser Streifen mit dem Titel Mein Mann Gottfried in die Kinos.

## Kritiken
Bei seiner Premiere erhielt My Man Godfrey weitgehend positive Kritiken. Das Branchenblatt Variety lobte etwa ausdrücklich alle wichtigeren Darsteller und zog das Fazit: „William Powell und Carole Lombard spielen so erfreulich zusammen in dieser exzellent gemachten Komödie. Die Geschichte ist verrückt, aber nicht allzu sehr, und wird zu einer ausgeklügelten filmischen Behandlung von Erich Hatchs Roman.“ In der New York Times stand zu lesen: „Mit Komplimenten an Universal, sie präsentierten gestern die verrückteste Komödie des Jahres […] Da sind vielleicht ein oder zwei ernste Momente im Film; da sind vielleicht einige wenige Sätze im Drehbuch, die keinen Lacher innehaben. Irgendwie können wir uns aber nicht an die erinnern.“
Bis heute erntet der Film ausschließlich gute Rezensionen, beim Kritikerportal Rotten Tomatoes fallen alle 28 Kritiken positiv aus, womit der Film eine Wertung von 100 % hat. Der Kritikerkonsens lautet: „Eine erstklassige Satire in einer eigenen Klasse für sich, My Man Godfreys screwball comedy ist so scharf wie der soziale Kommentar bissig ist.“ Der film-dienst bezeichnet den Film als eine „auf Dialogwitz und Situationskomik setzende Hollywood-Komödie“. US-Filmkritiker Roger Ebert gab dem Film die Höchstwertung von vier Sternen und setzte ihn auf seine Bestenliste Great Movies, Powell und Lombard würden „mühelos magisch“ aufspielen und die Kamerabilder von Ted Tatzlaff seien so wunderschön, dass es ein „schimmerndes Argument“ für alle Lobpreisungen auf Schwarzweißfilme sei. Er zog das Fazit: „Der Film, die Schauspieler in ihm, seine Art der Produktion, das System, das ihn produziert hat, und die Zuschauer, die ihn geliebt haben, wurden alle von einer Popkultur aus hirnloser Vulgarität ersetzt. Aber der Film überlebt und ihn zu sehen, heißt von einigen Leuten gerettet zu werden, die sich nicht darum kümmern, dass es einen Unterschied macht […] für einige Menschen.“

## Auszeichnungen
Die New York Times nahm den Film in seine Liste der „Zehn besten Filme des Jahres 1936“ auf. 1937 erhielt My Man Godfrey außerdem sechs Oscar-Nominierungen, jedoch ging er in allen Kategorien leer aus:
- Beste Regie
- Bester Hauptdarsteller – William Powell
- Beste Hauptdarstellerin – Carole Lombard
- Bester Nebendarsteller – Mischa Auer
- Beste Nebendarstellerin – Alice Brady
- Bestes adaptiertes Drehbuch

My Man Godfrey war damit der erste Film, der in allen vier Schauspielerkategorien jeweils eine Nominierung erhielt. Außerdem ist My Man Godfrey der einzige Film in der Geschichte der Oscars, der zwar Nominierungen in allen wichtigen Hauptkategorien erhielt, jedoch keine Nominierung als „Bester Film des Jahres“.
Im Jahr 1999 erfolgte die Aufnahme ins National Film Registry. Das American Film Institute listet den Film auf Platz 44 der besten amerikanischen Komödien aller Zeiten.

## Synchronisation
Die deutsche Synchronfassung entstand 1976 für eine Fernsehausstrahlung.
| Rolle                             | Darsteller        | Deutsche Synchronstimme |
| --------------------------------- | ----------------- | ----------------------- |
| Godfrey Smith                     | William Powell    | Fred Maire              |
| Alexander Bullock                 | Eugene Pallette   | Mogens von Gadow        |
| Cornelia Bullock                  | Gail Patrick      | Viktoria Brams          |
| Carlo                             | Mischa Auer       | Hartmut Neugebauer      |
| Tommy Gray                        | Alan Mowbray      | Horst Naumann           |
| Guthrie, Leiter der Schnitzeljagd | Franklin Pangborn | Reinhard Glemnitz       |
| Bob, Obdachloser                  | Robert Perry      | Michael Habeck          |
| Obdachloser                       | Ernie Adams       | Kurt Zips               |
| Arthur Valentine                  | Arthur Wanzer     | Manfred Lichtenfeld     |
| Polizeidetektiv                   | Edward Gargan     | Niels Clausnitzer       |